# ویککی
ویکْکی (به فنلاندی: Viikki) یک منطقهٔ مسکونی در فنلاند است که در هلسینکی واقع شده‌است. ویککی ۸٫۰۵ کیلومتر مربع مساحت و ۵٬۴۹۴ نفر جمعیت دارد.